# Majid Hosseini
Seyed Majid Hosseini (persan : سید مجید حسینی کردستانی), né le 20 juin 1996 à Téhéran en Iran, est un footballeur international iranien. Il évolue à Kayserispor au poste de défenseur central.

## Biographie

### Carrière internationale
Avec les moins de 17 ans, il participe à la Coupe du monde des moins de 17 ans en 2013. Lors du mondial junior organisé aux Émirats arabes unis, il officie comme capitaine et joue quatre matchs. L'Iran s'incline en quart de finale face au Nigeria.
Le 19 mai 2018, il honore sa première sélection contre l'Ouzbékistan en amical. La rencontre se solde par une victoire 1-0 des Iraniens.
Le 4 juin 2018, il fait partie de la liste des 23 joueurs iraniens sélectionnés pour disputer la coupe du monde en Russie. Le 15 juin 2018, il dispute sa première rencontre de coupe du monde contre le Maroc, lors d'une victoire 1-0 des Iraniens.
Le 13 novembre 2022, il est sélectionné par Carlos Queiroz pour participer à la Coupe du monde 2022.

## Palmarès

### En club
- Avec l'Esteghlal Téhéran
  - Vainqueur de la coupe d'Iran en 2018

Avec Trabzonspor vainqueur de la coupe de la Turquie

### Distinctions personnelles
- Nommé dans l'équipe type de la saison  2018